# Lução Central
Lução Central (Luzon Central) é um região de Filipinas nas Filipinas. De acordo com o censo de 1 de maio  de  2020 possui uma população de 12 422 172 pessoas e 2 511 783 domicílios.